# Douglas Trumbull
Douglas Hunt Trumbull (/ˈtrʌmbəl/; Los Ángeles, California; 8 de abril de 1942-Albany, Nueva York; 7 de febrero de 2022) fue un supervisor de efectos visuales, director de cine e inventor estadounidense. Fue pionero y responsable de los efectos visuales de las películas 2001: A Space Odyssey (1968), Close Encounters of the Third Kind (1977), Star Trek: The Motion Picture (1979), Blade Runner (1982) y The Tree of Life (2011) y dirigió Silent Running (1972) y Brainstorm (1983). 

## Primeros años
Trumbull nació en Los Ángeles. Su padre, Donald "Don" Trumbull, era un ingeniero aeroespacial que había trabajado brevemente en Hollywood creando efectos visuales para la película El mago de Oz (1939); su madre, que murió cuando Trumbull tenía 7 años, era artista. Cuando era niño, le gustaba construir dispositivos mecánicos y eléctricos, como radios de cristal, y disfrutaba viendo películas de invasiones extraterrestres. Inicialmente quería ser arquitecto, lo que lo llevó a tomar clases de ilustración. Estudió dibujo técnico en El Camino Junior College y se unió al Screen Cartoonists Guild al graduarse. Sin embargo, Hollywood inicialmente rechazó su cartera de naves espaciales y dibujos planetarios. Aunque sus habilidades para crear arte fotorrealista lo llevaron a trabajar en Graphic Films, que produjo cortometrajes para la NASA y la Fuerza Aérea.

## Proyectos más importantes

### Años 60
Su primer trabajo conocido en Graphic Films (un estudio de artes gráficas y animación que produjo una película sobre un vuelo espacial para la Feria Mundial de Nueva York) atrajo la atención del director Stanley Kubrick. Kubrick contrató al director Con Pederson de la Graphic Films, y Trumbull fue entonces contactado por Kubrick tras obtener su número de teléfono de Pederson. Kubrick contrató a Trumbull para la producción de 2001: A Space Odissey. La contribución de Trumbull a la película fue la increíble secuencia de la "Puerta Estelar" que utilizaba un revolucionario diseño de cámara.
Se supo entonces que mientras Kubrick se debatía sobre cómo acabar la película, Trumbull sugirió que acabara con todos los astronautas, excepto Dave Bowman, dejándolo solo para viajar a través de la puerta estelar guardada por el monolito. Según Trumbull, cuando sugirió esta idea, que fue con la que finalmente culminaría la película, Kubrick dijo irritado a Trumbull que era una idea «ridículamente estúpida».
Fue uno de los cuatro supervisores de efectos visuales que trabajaron en 2001; los otros fueron Tom Howard, Con Pederson y Wally Veevers. Durante años, los artículos y entrevistas le atribuyeron en solitario el mérito de la creación de los efectos visuales, que normalmente acabaron transformándose en llamadas de indignación de Kubrick hacia los medios.

### 1970-1974
En 1971 dirigió Silent Running producida por Universal con el irrisorrio presupuesto de un millón de dólares (2001 había costado cerca de diez millones de dólares.) La película utilizó algunas de las técnicas de efectos visuales desarrolladas para 2001. Algunas partes de esta película fueron rodadas en un avión de carga enorme (del cual presto su nombre a la nave espacial de la película 'Valley Forge'.) Naves silenciosas fue un éxito de crítica, pero un fracaso de taquilla debido a la poca publicidad utilizada para su promoción. En los inicios de la década de 1970, trabajó en varios proyectos que fallaron en sus inversiones. Mientras tanto, estaba ocupado en la creación de los efectos visuales de la película de 1971 La amenaza de Andrómeda.

### 1975-1980
En 1975 declinó la oferta de realizar los efectos de la película de George Lucas' Star Wars (más tarde denominada Star Wars Episodio IV: Una nueva esperanza) debido a otros encargos, entre ellos la adaptación cinematográfica de Dune, una novela de Frank Herbert por Jodorowsky, quien lo despidió en 1975, pero en 1977 contribuyó a los efectos de Encuentros en la Tercera fase y Star Trek: La Película. Los esfuerzos de Trumbull para Star Trek son especialmente notorios. Las empresas de efectos visuales original para la película fue despedida al no ser capaces de producir nada utilizable, y Trumbull y su equipo dispusieron de sólo cinco meses para los cientos de efectos visuales y tomas necesarios para el estreno de la película en esa Navidad. Trabajando virtualmente contrarreloj, Trumbull y su equipo llegaron a la fecha, pero su grito de guerra en casa se convirtió en "...crop it, flop it, or drop it!". Es decir, reutilizar parte de una escena existente y sobreimprimirla reflejada de tal manera que la nave se moviera en sentido inverso.

### 1980-1990
En 1981 dirigió los efectos visuales de la película Blade Runner de Ridley Scott.
En 1983 terminó de dirigir su segunda película, Proyecto Brainstorm. La película se presentó como una demostración de un nuevo sistema de proyección llamado "Showscan". El sistema Showscan finalmente no pudo ser utilizado por problemas de presupuesto y la película fue además ensombrecida por la muerte de Natalie Wood durante su producción. La película fue finalmente estrenada tras una larga batalla legal, y él tomó la decisión de reconducir su carrera fuera de los proyectos tradicionales de Hollywood. Desde ese momento, Trumbull se ha concentrado en desarrollar tecnología para la industria de la exhibición y los parques temáticos, tales como Back to the Future Ride en el parque temático de Universal Studios en Florida.
Su sistema Showscan se proyectaba en película de 70 mm a 60 cuadros por segundo. Esta tecnología puede puede verse aún en el Luxor Hotel de Las Vegas.

### Vida personal y muerte
Trumbull estuvo casado tres veces y tuvo dos hijos. Él estuvo en malas condiciones de salud en sus dos últimos años de vida, debido a complicaciones de un accidente cerebrovascular y el cáncer. Murió de un mesotelioma en un hospital de Albany, New York, el 7 de febrero de 2022, a los 79 años.

### Legado
Es recordado como un pionero de los efectos digitales y ópticos para la industria. Ha sido nominado para los Premios Oscar en cinco ocasiones y ha recibido un Óscar honorífico por su carrera. La mayoría de sus proyectos finalizados se han reconocido como clásicos, que han traspasado los límites del tiempo. Brainstorm predijo la fascinación por la realidad virtual al tiempo que en Naves misteriosas se reflejaba el entonces emergente movimiento ecologista de principios de los 70, y hoy es recordado como un clásico de la ciencia ficción.

## Premios y distinciones
Premios Óscar
| Año  | Categoría                                     | Película               | Resultado |
| ---- | --------------------------------------------- | ---------------------- | --------- |
| 1977 | Oscar especial a los mejores efectos visuales | King Kong              | Ganador   |
| 1980 | Óscar a los mejores efectos visuales          | Star Trek: La película | Nominado  |
| 1983 | Óscar a los mejores efectos visuales          | 'Blade runner          | Nominado  |